# Liù Bosisio
Liù Bosisio, pseudonimo di Luigia Bosisio Mauri (Milano, 30 gennaio 1936), è un'attrice, doppiatrice e cabarettista italiana attiva a teatro, cinema e televisione soprattutto fra gli anni sessanta e gli anni ottanta.
È celebre in particolare per essere stata la prima interprete di Pina Fantozzi, nei primi due film di Fantozzi e in Superfantozzi del 1986, oltre che per aver dato la voce a Marge Simpson nella serie animata I Simpson fino alla ventiduesima stagione.

## Biografia
A 16 anni, nel 1952, entra nell'Accademia d'arte drammatica di Milano, venendo bocciata al primo anno per "immaturità". Si ripresenta all'accademia l'anno successivo venendo ripresa. Nell'estate del 1953 scappa di casa assieme a una sua compagna di corso per unirsi a una compagnia di guitti a Montepulciano, dove recita l'Orfeo. L'omonimia con la sua compagna, Luisella Galdangelo, fa sì che le venga attribuito il nome d'arte di Liù, per evitare confusione. Nel 1955 conclude gli studi con un saggio finale in cui interpreta Gasparina Torretta in Ma non è una cosa seria di Luigi Pirandello. Grazie alla buona riuscita del saggio viene scritturata cinque giorni dopo dalla compagnia di Romolo Costa al Teatro Manzoni di Milano, insieme all'amica Didi Perego, sua compagna di corso del primo anno e sua coinquilina.
Nel 1964 inizia a fare cabaret esibendosi - assieme a Duilio Del Prete, Sandro Massimini e Lino Robi - al Nebbia Club di Franco Nebbia, in uno spettacolo di satira politica che comprende canto e recitazione. Gli attori sono costretti a fare anche il servizio ai tavoli, poiché il locale milanese manca completamente di personale. L'anno successivo il quartetto si sposta a Roma, al Teatro Le Arti, dove propongono Il Mitone e Pace&Bene di Nuccio Ambrosino, due spettacoli scritti originalmente per il cabaret, . Tra gli anni cinquanta e sessanta lavora spesso in televisione. Nel 1964 prende parte al film per la tv L'arma gentile, in cui interpreta una poliziotta all'interno di un commissariato inglese. Nel 1967 è in un'altra produzione televisiva, La rosa di zolfo, nella parte di Pilucchera.
Nel 1968 interpreta il Candelaio di Giordano Bruno al Teatro Quirino di Roma, in sostituzione di Laura Betti, che abbandona lo spettacolo dopo sette serate. Nel 1969 è sul palco del Festival dei Due Mondi di Spoleto, interpretando un'edizione innovativa e sperimentale dell'Orlando furioso di Luca Ronconi, in cui vengono introdotti elementi di interazione con il pubblico. La rappresentazione, la cui numerosa compagnia comprende attori come Ottavia Piccolo, Mariangela Melato, Edmonda Aldini, Massimo Foschi, Luigi Diberti, Duilio Del Prete, Michele Placido, Paola Gassman e altri, ottiene un grande successo che la porta in tournée in varie capitali d'Europa e negli Stati Uniti, a New York. Dall'innovativo spettacolo, nel 1975, verrà infine tratta una omonima miniserie televisiva, interpretata dallo stesso cast. Questo primo incontro con Luca Ronconi porterà Liù Bosisio a lavorare con lui  per altri cinque anni, in spettacoli rappresentati in Italia, Francia e Svizzera.
Nel 1975 Liù Bosisio interpreta il personaggio di Pina Fantozzi, moglie del ragionier Ugo Fantozzi interpretato da Paolo Villaggio, nel film Fantozzi diretto da Luciano Salce. Riprende il personaggio nel sequel del 1976 Il secondo tragico Fantozzi, anch'esso diretto da Salce, per essere poi sostituita da Milena Vukotic nel film successivo, Fantozzi contro tutti. Riprenderà il ruolo solo nel film Superfantozzi del 1986 diretto da Neri Parenti, che sarà anche la sua ultima apparizione cinematografica. Al personaggio conferisce molta della personalità e dell'umanità che la caratterizza, contrariamente al volere di Villaggio, che avrebbe voluto farne un personaggio maggiormente caricaturale (aspetto che sarà invece accentuato dall'interpretazione della Vukotic). La Bosisio rinunciò alla parte dopo i primi due film per non voler essere identificata con Pina Fantozzi. In seguito prenderà le distanze dal personaggio, dimostrandosi riluttante a parlarne nelle interviste; dichiarò, infatti, di aver partecipato a Superfantozzi solo per poter comprare casa a suo figlio. Successivamente, riprenderà l'attività di attrice soltanto una volta, per interpretare nel 2007 sul piccolo schermo la parte di Silvana Bava nel primo episodio della serie Piloti.
Nel 1976, assieme a Peppino Venetucci, scrive un testo teatrale tratto da Povera gente, primo romanzo di Dostoevskij, che verrà poi rappresentato a Roma con la regia dello stesso Venetucci. In seguito, nel 1977, questo dramma sarà registrato per la Rai che lo trasmetterà più volte. Come doppiatrice ha dato la sua voce a innumerevoli personaggi: a Marge Simpson nelle prime 22 stagioni e a Patty e Selma Bouvier per le prime 21 stagioni nel cartone animato I Simpson, al cane protagonista Spank nella serie di anime Hello! Spank, al gatto spaziale Doraemon nel 1982. Ha doppiato anche l'attrice Angela Lansbury e ha dato la voce a Charlie Brown nel cartone animato omonimo.
Una volta abbandonata la carriera di attrice si è dedicata alla letteratura. Tra i suoi interessi, anche la creazione di collages polimaterici e la ceramica raku che esporrà in diverse mostre. Nel 2006 ha iniziato a collaborare, diventandone poi redattore capo, al sito internet Buffonimaledetti.org, per la promozione di giovani talenti in prosa, poesia e letteratura. L'anno successivo è stata tra i soci fondatori dell'Associazione Culturale "Buffoni Maledetti" che supporta il sito web e la casa editrice Buffoni Maledetti Editori. Sempre nel 2007 sette suoi racconti sono stati inclusi nella raccolta Peripezieperipatetiche, edita dalla Buffoni Maledetti Editori. Nel 2008 è stata curatrice del libro di poesie Liberamente edito dalla medesima casa editrice. Nel 2009 pubblica, sempre per BMeditori, il suo primo romanzo, Il carbonio nell'anima, liberamente ispirato alla sua vita, già narrata in una serie di diari la cui redazione era iniziata quando aveva sedici anni. Interrompe la scrittura per dedicarsi all'arte grafica digitale e video (dei cui prodotti è stata fatta una mostra a Brescia). Nel 2018 è tornata alla scrittura, pubblicando il romanzo Nina e le sue strade, edito da Lupieditore.

## Teatro
- Mon bebè, Teatro Manzoni, Milano, compagnia e regia di Romolo Costa (1955)
- L'isola del tesoro, Teatro per Ragazzi, Milano, compagnia diretta da Enzo Convalli (1956)
- Robinson o l'eterno amore di Jules Supervielle, Teatro Convegno, Milano (1960)
- Il mantello di Dino Buzzati, Teatro Convegno, Milano, regia di Enzo Ferrieri (1960)
- Questo matrimonio si deve fare di Vitaliano Brancati, Teatro Convegno, Milano, regia di Enzo Ferrieri (1960)
- Un cannone per Mariù di G. Fusco, Piccolo Teatro di Milano, regia di Virginio Puecher (1961)
- La tempesta di William Shakespeare, regia di Filippo Torriero, tournée estiva (1962)
- Il Tarfante di N. Ambrosino, Teatro Manzoni, Milano, regia dell'autore (1963)
- La veggente di André Roussin, Teatro Convegno, Milano. Compagnia Elsa Merlini, regia di Carlo Di Stefano (1966)
- Corruzione al Palazzo di giustizia di Ugo Betti, compagnia Gianni Santuccio, regia di F. Torriero (1966)
- Bertoldo, Bertoldino e Cacasenno di P. B. Bertoli, compagnia Sandra Mondaini, regia di M. Baldi (1967)
- Il candelaio di Giordano Bruno, Teatro Quirino, Roma, regia di Luca Ronconi (1968)
- Orlando furioso di Luca Ronconi, Festival dei Due Mondi di Spoleto, regia di Luca Ronconi (1969)
- La tragedia del vendicatore di Thomas Middleton, Teatro Metastasio, Prato, regia di Luca Ronconi (1970)
- Das Kätchen von Heilbronn di Heinrich von Kleist, regia di Luca Ronconi, Zurigo (1972)
- Applause, commedia musicale, Teatro Sistina, Roma, regia di Antonello Falqui (1981)
- Il cavaliere della rosa di Hugo von Hofmannsthal, ATER Teatro Emilia-Romagna (1982)

## Filmografia

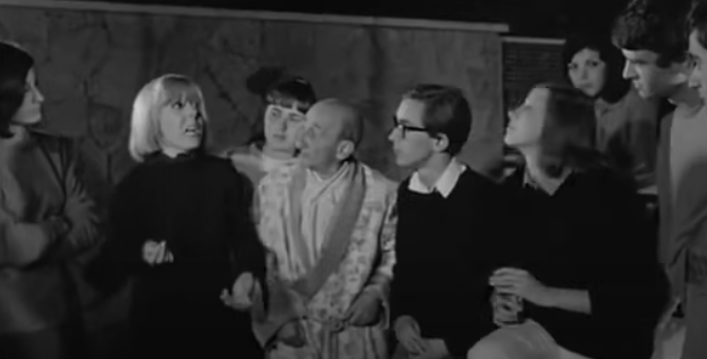
Liù Bosisio in una delle sue prime apparizioni cinematografiche con Carlo Pisacane in una scena del film Le tardone (1964)

### Cinema
- La marcia su Roma, regia di Dino Risi (1962)
- La cuccagna, regia di Luciano Salce (1962)
- Le tardone, episodio La svitata, regia di Marino Girolami e Javier Setó (1964)
- Colpiscono senza pietà (Pulp), regia di Mike Hodges (1972)
- Senza famiglia, nullatenenti cercano affetto, regia di Vittorio Gassman (1972)
- Il mostro è in tavola... barone Frankenstein, regia di Paul Morrissey (1973)
- La signora è stata violentata!, regia di Vittorio Sindoni (1973)
- Il lumacone, regia di Paolo Cavara (1974)
- Fantozzi, regia di Luciano Salce (1975)
- Il secondo tragico Fantozzi, regia di Luciano Salce (1976)
- Novecento, regia di Bernardo Bertolucci (1976)
- Gran bollito, regia di Mauro Bolognini (1977)
- I seduttori della domenica, episodio Il carnet d'Armando, regia di Dino Risi (1980)
- Sballato, gasato, completamente fuso, regia di Steno (1982)
- Il tassinaro, regia di Alberto Sordi (1983)
- Superfantozzi, regia di Neri Parenti (1986)

### Televisione
- Moglie, regia di Mario Lanfranchi - film TV (1960)
- Una tragedia americana, regia di Anton Giulio Majano – miniserie TV (1962)
- La ragazza di fabbrica, regia di Leonardo Cortese – film TV (1963)
- Ritorna il tenente Sheridan, regia di Mario Landi – miniserie TV (1963)
- L'arma gentile – film TV (1964)
- Vivere insieme - serie TV, episodio 42 (1966)
- Bertoldo, Bertoldino e Cacasenno, regia di Marcello Baldi (1969)
- Piloti – sitcom (2007)

### Prosa televisiva Rai
- Due dozzine di rose scarlatte, regia di Alberto Gagliardelli, trasmessa il 18 dicembre 1956.
- S'egli tornasse, regia di Mario Lanfranchi, trasmessa il 5 aprile 1959.
- Il cerchio magico, regia di Marcello Saltarelli, trasmessa il 3 novembre 1961.
- La crisi, regia di Marcello Saltarelli, trasmessa il 13 luglio 1962.
- L'arma gentile, regia di Ottavio Spadaro, trasmessa il 3 aprile 1964.
- La ragazza di fabbrica di Aleksander Volodin, regia di Leonardo Cortese, trasmessa il 13 settembre 1963.
- I milioni dello Zio Peteroff, regia di Carlo Di Stefano, trasmessa il 31 agosto 1966.
- La rosa di zolfo, regia di Leonardo Cortese, prosa televisiva trasmessa l'11 aprile 1975.

## Prosa radiofonica Rai
- Io e la tromba, commedia di Eugène Labiche, regia di Enrico Colosimo, trasmessa il 25 maggio 1961.
- Herr Biedermann e gli incendiari, radiodramma di Max Frisch, regia di Vittorio Sermonti, trasmesso il 11 agosto 1963.

## Doppiaggio

### Cinema
- Geraldine McEwan in La lettera d'amore, Robin Hood - Principe dei ladri (primo doppiaggio)
- Susan Anspach in Provaci ancora, Sam
- Marie Kean in Barry Lyndon
- Valentina Cortese in Il cav. Costante Nicosia demoniaco ovvero: Dracula in Brianza
- Agostina Belli in Telefoni bianchi
- Margareth Clémenti (suor Maddalena) in Il Casanova di Federico Fellini
- Carla Monti in Culo e camicia
- Clara Colosimo in Il ragazzo di campagna
- Julie Harris in Gorilla nella nebbia

### Televisione
- Voce dell'Oca in Fantaghirò, Fantaghirò 2
- Angela Lansbury in Gloria Vanderbilt
- Barbara Baxley in Jessica dietro le sbarre (episodio de La signora in giallo).
- Vicki Lawrence in La mamma è sempre la mamma
- Vivian Vance in Lucy Show
- Marichu de Labra in Colorina
- Marilena Ansaldi in Tris di cuori
- Jurema Peña in Lampiao e Maria Bonita
- Philip Paley ne La valle dei dinosauri
- Maud Hansson in Emil

### Film d'animazione
- Charlie Brown in Snoopy cane contestatore
- Ellie Mae ne Le avventure di Bianca e Bernie
- Mamma Fortuna ne L'ultimo unicorno
- Nonna Orsa ne Gli orsetti del cuore - Il film
- Laverne in Il gobbo di Notre Dame
- Marge Simpson ne I Simpson - Il film
- Nonnina in Il mio vicino Totoro

### Animazione
- Marge Simpson (st. 1-22), Patty e Selma Bouvier (st. 1-21) e Jacqueline Bouvier (st. 1-22), prozia Gladis ne I Simpson
- Cappuccetto a pois in Cappuccetto a pois
- Charlie Brown in Siamo tutti campioni!, Aspettando il Grande Cocomero, Hai preso una cotta, Charlie Brown!, Snoopy è il tuo cane, Charlie Brown!, L'estate passa in fretta, Charlie Brown![15][16]
- Piperita Patty in Hai preso una cotta, Charlie Brown!, Snoopy è il tuo cane, Charlie Brown!, L'estate passa in fretta, Charlie Brown![15][16]
- Spank (1ª voce) in Hello! Spank
- Capo infermiera al St. Joseph in Candy Candy
- Coco in Kimba - Il leone bianco
- Ryu (Bigman Lee) e Gen. Bloody Mary in X-Bomber
- Doraemon in Doraemon (1° doppiaggio)
- Banner in Lo scoiattolo Banner
- Ciccione in Il mago pancione Etcì
- Circe in C'era una volta... Pollon[17]
- Duncan in La maga Chappy
- Ruriko in L'uomo tigre - Il campione
- Jolene in Kissyfur
- Martina in Martina Martina
- Perfidia in Un videogioco per Kevin - Captain N
- Hedwig/Strega del mare in Una sirenetta innamorata

### Film TV
- Bonnie Bartlett in Matrimonio e stupro
- Helen Hayes in Miss Marple nei Caraibi (1ª ediz.)

### Videogiochi
- Marge Bouvier Simpson, Patty e Selma Bouvier ne I Simpson - Il videogioco

## Opere letterarie
- Peripezie peripatetiche, 2007, Milano, Buffoni Maledetti Editori
- Il carbonio nell'anima, 2009, Milano, Buffoni Maledetti Editori (riedito nel 2020 da Bertoni Editore col titolo Carbonium in anima)
- Nina e le sue strade, 2018, Sulmona, Lupieditore
- "Povera gente" da Dostoevskij. Riduzione teatrale in un Atto (scritto con Giuseppe Venetucci), Perugia, Morlacchi, 2021
- Incontri Dolce Amari, Pegasus Edition, 2022
- Bambole in cortile, Bertoni, 2022

## Discografia parziale

### Album
- 1966 – La collana di zia Marù volume 1 - Canzoncine e filastrocche (con Caterina Villalba, Roberto Sanni, Ettore Cenci, Complesso Giulio Libano)
- 1978 – Filastrocche E Ninne Nanne Vol. 1 - Da "La collana di zia Marù" (con Ettore Cenci, Caterina Villalba, Roberto Sanni, Giulio Libano)

### EP
- Il povero campagnolo (con Caterina Villalba e Roberto Sanni)
- La formicuzza (con Caterina Villalba e Roberto Sanni)